# Labidostomis pachysoma
Labidostomis pachysoma es una especie de insecto coleóptero de la familia Chrysomelidae.
Fue descrita científicamente en 1965 por L. Medvedev.